# Herman Welker
Herman Welker (Cambridge, 1906. december 11. – Bethesda, 1957. október 30.) az Amerikai Egyesült Államok szenátora (Idaho, 1951–1957).